# Alessandro Mattei (abate)
Alessandro Mattei (Roma, 1574 – Roma, 10 ottobre 1630) è stato un abate e nobile italiano.

## Biografia
Alessandro Mattei nacque a Roma nel 1574 (o 1573), figlio cadetto di Ciriaco, noto collezionista d'arte dell'epoca, e Claudia Mattei. Mentre al fratello maggiore, Giovanni Battista, fu affidata la prosecuzione del casato, Alessandro fu avviato alla carriera ecclesiastica.
Il 22 dicembre 1599, venne nominato protonotario apostolico, entrando tra i funzionari della Camera apostolica, della quale divenne in seguito decano. Dall'anno successivo divenne anche referendario della Segnatura apostolica.
Nel dicembre 1603, succedette allo zio Girolamo nella carica di abate commendatario di Nonantola. Come suo zio prima di lui, non si limitò a ricevere le rendite derivanti dal titolo, ma si interessò attivamente alla gestione della sua diocesi, compiendo diverse visite pastorali e tenendo due volte il sinodo diocesano. Nel 1612, donò all'abbazia un altare e una pala realizzata da Ludovico Carracci per decorare una delle cappelle laterali.
Alla morte del padre Ciriaco, nel 1614, fu Giovanni Battista ad ereditare le proprietà di famiglia, tra le quali il palazzo alle Botteghe Oscure, nel quale Alessandro continuò a risiedere quando si trovava a Roma. Nel 1615, contribuì alle spese per acquistare da Muzio Mattei il cosiddetto "palazzetto all'Olmo", adiacente al palazzo di famiglia.
Fu patrono e protettore del compositore Stefano Landi, che, il 1º giugno 1619, gli dedicò la tragicommedia pastorale La morte di Orfeo con la seguente dedica:
Ho creduto donando questi miei musicali componimenti a v. s. illustr. non far cosa punto lontana da quell'antica opinione, secondo la quale furon dette le muse tutte l'opere loro canoramente comporre e con musicali accenti scrivere o parlare; anzi aggiunsero alcuni il mondo tutto e l'animo di quello breve compendio esser d'armonica misura composto, e per quella vivere e sostenersi. Imperò che se questo è in alcuna maniera vero, per certo nelle interne doti di v. s. ill.ma è verissimo, nella quale tanto ogni parte corrisponde e consuona, che la fama non troncamente e con voce imperfetta, ma con intera ed egual testimonianza ne fa in ogni luogo fede e certezza. Aggiungesi che al molto diletto che dalle più gravi scienze ella riceve, tanto corrispondono gli ornamenti delle minori, che quasi la musica alla poesia congiunta doppiamente gli animi altrui con dolce forza trae ad amarla ed onorarla.
Tra questi minori suoi ornamenti ella degnamente ripone musica, nella quale poi che, come d'animo ben composto, tanto si diletta v. s. ill.ma, non si sono arrossite queste mie imperfette note a ricorrerle in seno, sperando che se per loro si canta la morte di Orfeo per l'altrui invidia estinto, e per sua gloria immortale, esse, ben che morte in sé medesime, siano per aver felicissima e secura vita nella buona grazia di v. s. ill.ma, alla quale bacio riverentemente la mano.»
Da un sonetto contenuto nell'opera del Landi si può intuire come il Mattei aspirasse a ottenere a breve la porpora cardinalizia.
Nel 1621, rinunciò al titolo di abate commendatario di Nonantola e fece definitivamente ritorno a Roma.
Quando il fratello Giovanni Battista morì senza eredi maschi, il 6 giugno 1624, Alessandro ne ereditò tutti i beni, tra cui il già citato palazzo di famiglia e la villa al Celio, ma preferì cederne la proprietà allo zio Asdrubale in cambio di una rendita annua di 6000 scudi. Fu sempre Alessandro a occuparsi della sepoltura del fratello nella cappella di famiglia nella basilica dell'Aracoeli.
Dal 1625 al 1627 occupò la carica di governatore di Civitavecchia, che esercitò per mezzo di vari commissari.
Continuò a risiedere al piano terra del palazzo alle Botteghe Oscure fino alla sua morte, avvenuta il 10 ottobre 1630. Secondo altre fonti, l'anno di morte sarebbe invece il 1633.

## Ascendenza
|                   |                       |                      | Genitori                |  |  | Nonni |  |  | Bisnonni       |  |  | Trisnonni   |  |
|                   |                       |                      |                         |  |  |       |  |  | Ciriaco Mattei |  |  | Saba Mattei |  |
|                   |                       |                      |                         |  |  |       |  |  | Ciriaco Mattei |  |  | Saba Mattei |  |
|                   |                       | Caterina Tuttavilla  |                         |  |  |       |  |  | Ciriaco Mattei |  |  |             |  |
| Alessandro Mattei |                       |                      |                         |  |  |       |  |  | Ciriaco Mattei |  |  |             |  |
|                   |                       | Giulia Matuzzi       | Pietro Giovanni Matuzzi |  |  |       |  |  |                |  |  |             |  |
|                   |                       | Giulia Matuzzi       | Pietro Giovanni Matuzzi |  |  |       |  |  |                |  |  |             |  |
|                   |                       | Giulia Matuzzi       | Isabella Borgia         |  |  |       |  |  |                |  |  |             |  |
| Ciriaco Mattei    |                       | Giulia Matuzzi       |                         |  |  |       |  |  |                |  |  |             |  |
|                   |                       | Tuccio Mazzatosta    | Riccardo Mazzatosta     |  |  |       |  |  |                |  |  |             |  |
|                   |                       | Tuccio Mazzatosta    | Riccardo Mazzatosta     |  |  |       |  |  |                |  |  |             |  |
|                   |                       | Tuccio Mazzatosta    | Vittoria Massimo        |  |  |       |  |  |                |  |  |             |  |
| Emilia Mazzatosta |                       | Tuccio Mazzatosta    |                         |  |  |       |  |  |                |  |  |             |  |
|                   |                       | Claudia Orsini       | Orsino Fausto Orsini    |  |  |       |  |  |                |  |  |             |  |
|                   |                       | Claudia Orsini       | Orsino Fausto Orsini    |  |  |       |  |  |                |  |  |             |  |
|                   |                       | Claudia Orsini       | Lavinia Cantelmo        |  |  |       |  |  |                |  |  |             |  |
| Alessandro Mattei |                       | Claudia Orsini       |                         |  |  |       |  |  |                |  |  |             |  |
|                   | Pietro Antonio Mattei | Ludovico I Mattei    |                         |  |  |       |  |  |                |  |  |             |  |
|                   | Pietro Antonio Mattei | Ludovico I Mattei    |                         |  |  |       |  |  |                |  |  |             |  |
|                   | Pietro Antonio Mattei | Giovanna Capodiferro |                         |  |  |       |  |  |                |  |  |             |  |
| Giacomo Mattei    | Pietro Antonio Mattei |                      |                         |  |  |       |  |  |                |  |  |             |  |
|                   |                       | Antonina Capodiferro | Federico Capodiferro    |  |  |       |  |  |                |  |  |             |  |
|                   |                       | Antonina Capodiferro | Federico Capodiferro    |  |  |       |  |  |                |  |  |             |  |
|                   |                       | Antonina Capodiferro | Virginia                |  |  |       |  |  |                |  |  |             |  |
| Claudia Mattei    |                       | Antonina Capodiferro |                         |  |  |       |  |  |                |  |  |             |  |
|                   |                       | Giulio Alberini      | Giacomo Alberini        |  |  |       |  |  |                |  |  |             |  |
|                   |                       | Giulio Alberini      | Giacomo Alberini        |  |  |       |  |  |                |  |  |             |  |
|                   |                       | Giulio Alberini      | Giacomella Capodiferro  |  |  |       |  |  |                |  |  |             |  |
| Tritonia Alberini |                       | Giulio Alberini      |                         |  |  |       |  |  |                |  |  |             |  |
|                   |                       | Faustina Del Bufalo  | Stefano Del Bufalo      |  |  |       |  |  |                |  |  |             |  |
|                   |                       | Faustina Del Bufalo  | Stefano Del Bufalo      |  |  |       |  |  |                |  |  |             |  |
|                   |                       | Faustina Del Bufalo  | Giulia Capocci          |  |  |       |  |  |                |  |  |             |  |
|                   |                       | Faustina Del Bufalo  |                         |  |  |       |  |  |                |  |  |             |  |